# La mujer con botas rojas
La mujer con botas rojas (en francés: La Femme aux bottes rouges y  en italiano La Ragazza con gli Stivali Rossi) es una coproducción cinematográfica hispano-franco-italiana dirigida por Juan Luis Buñuel y lanzada comercialmente en 1974.

## Sinopsis
Tras un encuentro inesperado, la joven escritora Françoise LeRoi (Catherine Deneuve), que tiene poderes paranormales, debe encargarse de escribir para el excéntrico millonario Perrot (Fernando Rey), un hombre ya mayor, sus memorias. Debe llevar a cabo este trabajo en la casa de Perrot. 
Autoproclamado amante del arte, Perrot en realidad lo odia y ha forjado en torno a Françoise un pérfido plan para destruirlo. Para tal fin, invita a un amigo de la joven escritora, el joven pintor Richard (Jacques Weber), y también a su profesor y editor Marc (Adalberto Maria Merli) a su finca.

## Lanzamiento
En inglés la película fue titulada The Woman with Red Boots, en alemán Die Frau mit den roten Stiefeln y en polaco Kobieta W Czerwonych Butach.

## Ficha técnica
- Realización: Juan Luis Buñuel.
- Escenario y diálogos: Pierre-Jean Maintigneux, Jean-Claude Carrière, Clement Biddle Wood y Juan Luis Buñuel.
- Director de fotografía: Leopoldo Villaseñor.
- Sonido: Jean-Louis Ducarme.
- Productor ejecutivo: Claude Jaeger.
- Música: Jean-Louis Ducarme y Michael Ionesco.
- Duración: 95 minutos.
- Formato: Color.
- Idioma original: francés.
- Fecha de estreno en Francia: 1 de diciembre de 1974.

## Reparto
- Catherine Deneuve: Françoise LeRoi.
- Fernando Rey: Perrot.
- Adalberto Maria Merli: Marc, el profesor.
- Jacques Weber: Richard, el pintor.
- José Sacristán: Cleber, el asistente de Perrot.
- Emma Cohen: Sophie, la esposa de Marc.
- Laura Betti: Léonore.